# 俄罗斯—塞舌尔关系
俄羅斯－塞舌爾關係（俄語：Российско-сейшельские отношения），是指俄罗斯联邦和塞舌爾共和國的雙邊關係。俄羅斯在塞舌爾首都維多利亞設有大使館；塞舌尔駐俄羅斯大使館位於法國巴黎，該國又在聖彼得堡和葉卡捷琳堡設名譽領事館。

## 歷史
1976年6月30日，即塞舌爾從英國獨立的一天後，該國和蘇聯建立外交關係。1980年2月15日，蘇聯和塞舌爾在維多利亞簽署了《商船通航協定》。塞舌爾總統弗朗斯-阿爾貝·勒內領導下的政府支持蘇聯入侵阿富汗。
1987年，《星期日泰晤士報》引述不願透露姓名的美國情報人員，指蘇聯於1986年10月在伊万羅戈夫級登陸艦登陸塞舌爾後派遣了海軍陸戰部隊，在一個月後企圖暗殺弗朗斯-阿爾貝·勒內。
2009年2月，俄羅斯駐塞舌尔大使亞歷山大·弗拉基米羅夫最後一次訪問總統詹姆斯·米歇爾和副總統約瑟夫·貝爾蒙。

## 經濟關係
2008年，俄羅斯與塞舌爾之間的雙邊貿易總額為623萬美元。其中俄羅斯到塞舌爾的出口總額為454萬美元，出口商品包括礦物油、機械設備等；而塞舌爾到俄羅斯的出口總額為169萬美元，出口商品魚、海鮮和香料。

## 文化關係
1999年，兩國簽訂在旅遊領域的合作協議；於2008年，一共有6400名俄羅斯遊客到訪了塞舌爾。2009年3月，塞舌爾航空開始營運每週一班飛往莫斯科伏努科沃國際機場的航班。